# Barca de remo

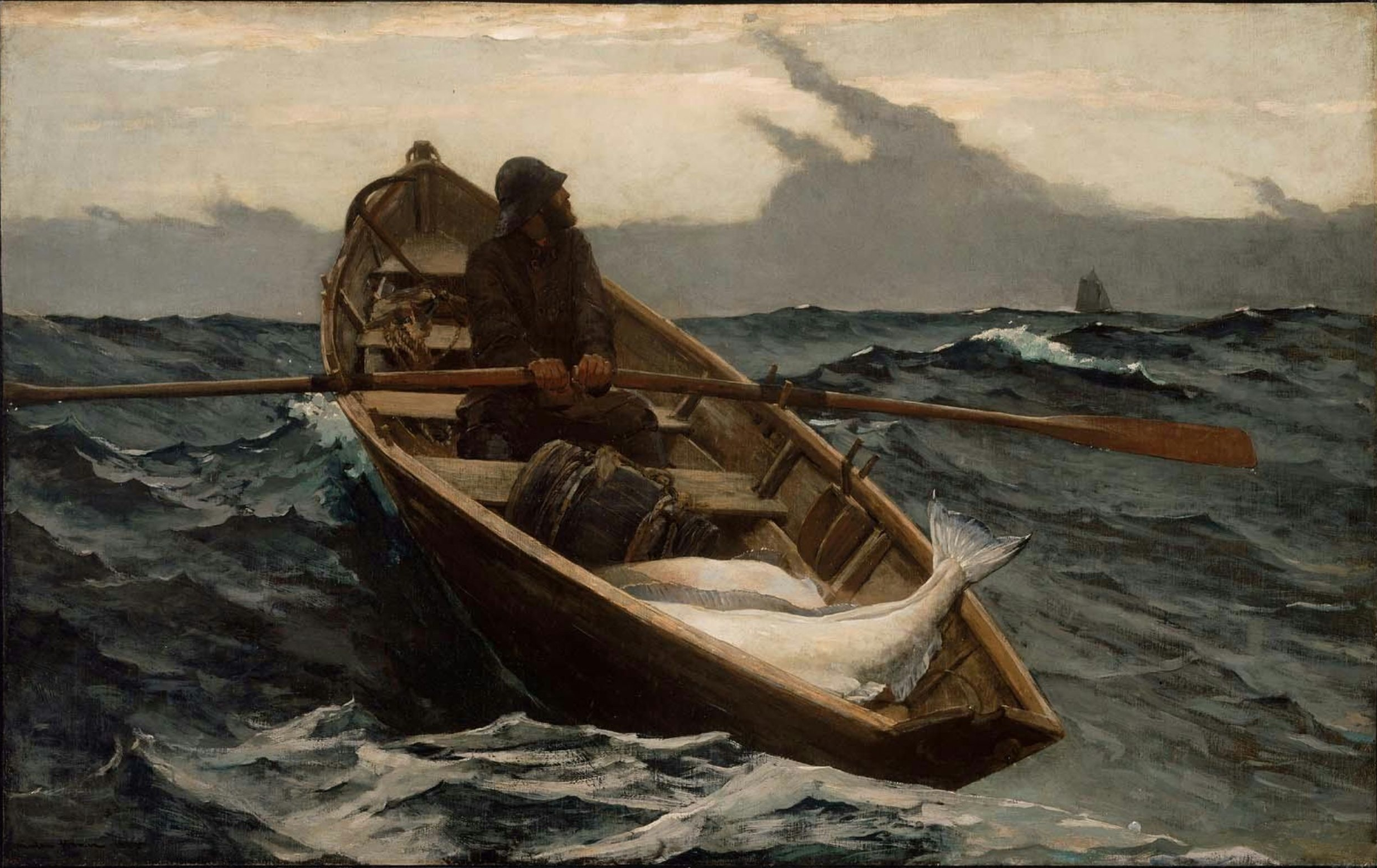
Pintura al óleo de un pescador de bacalao con su dory (1885).

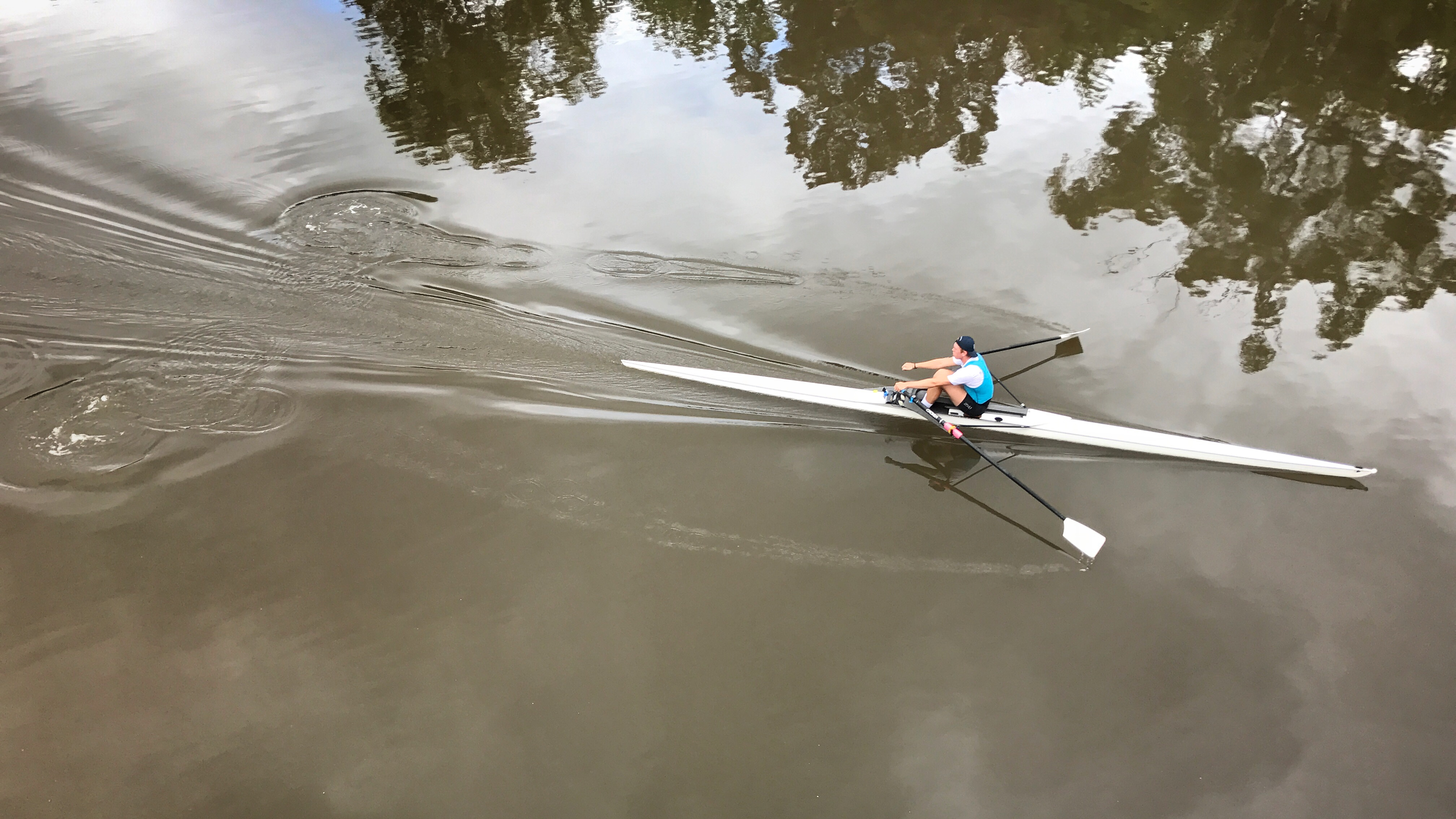
Remero tradicional bogando de espalda al sentido de marcha.

En el ámbito de la navegación, una barca de remo o bote de remo es una embarcación de dimensiones reducidas propulsada por remos. Puede usarse como embarcación autónoma o como embarcación auxiliar de barcos más grandes.

## Propulsión por remos
Las embarcaciones propulsadas por remos son un caso particular de los vehículos de propulsión humana, que aprovechan la potencia del cuerpo humano mediante los remos .

### Remos
Un remo actúa como una palanca de segundo tipo: el agua hace de fulcro, la escálamo de resistencia y el mango de potencia.

### Acción de remar
El acto de remar se llama boga. Los remeros convencionales bogan de espalda al sentido de marcha de la barca, con uno o dos remos. En las galeras del renacimiento había varios remeros por remo (disposición de los remeros "a la galocha").

#### Cinglar
Se dice cinglar cuando se utiliza un solo remo puesto a la popa.

#### Yuloh de China

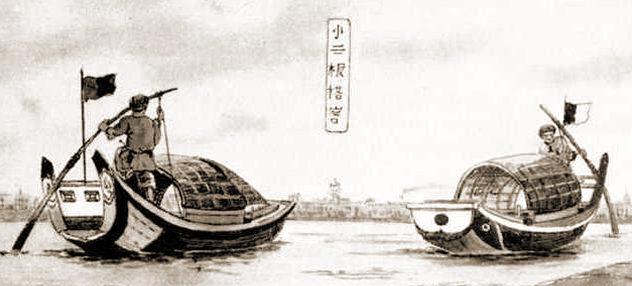
Sampan Chino impulsado mediante la técnica del yáolǔ que hace uso de un solo remo.

El "yuloh" Chino (en chino:摇橹; pinyin: yáolǔ; Wade-Giles: yaolu) es un remo grande y pesado, con un zócalo en la parte inferior de su eje que se adapta a un pasador montado en la popa, sobre un pivote que permite girar el remo balanceándose de un lado al otro. El peso del remo, a menudo suplementado por un cordón de cáñamo, mantiene el remo en su lugar sobre el pivote. El peso de la porción exterior del remo queda compensado por una cuerda que va desde la parte inferior del mango hasta la cubierta del barco. El remero mueve principalmente el remo empujando y tirando sobre esta cuerda, lo que hace que el remo oscile sobre su pivote, inclinando automáticamente la pala para crear un empuje hacia adelante. Este sistema permite que varios remeros puedan operar con un remo, lo que permite, si es necesario, emplearlos en embarcaciones pesadas y grandes. La gran eficiencia de este sistema dio lugar a dicha china "un" yuloh "equivale a tres remos".

## Clasificación

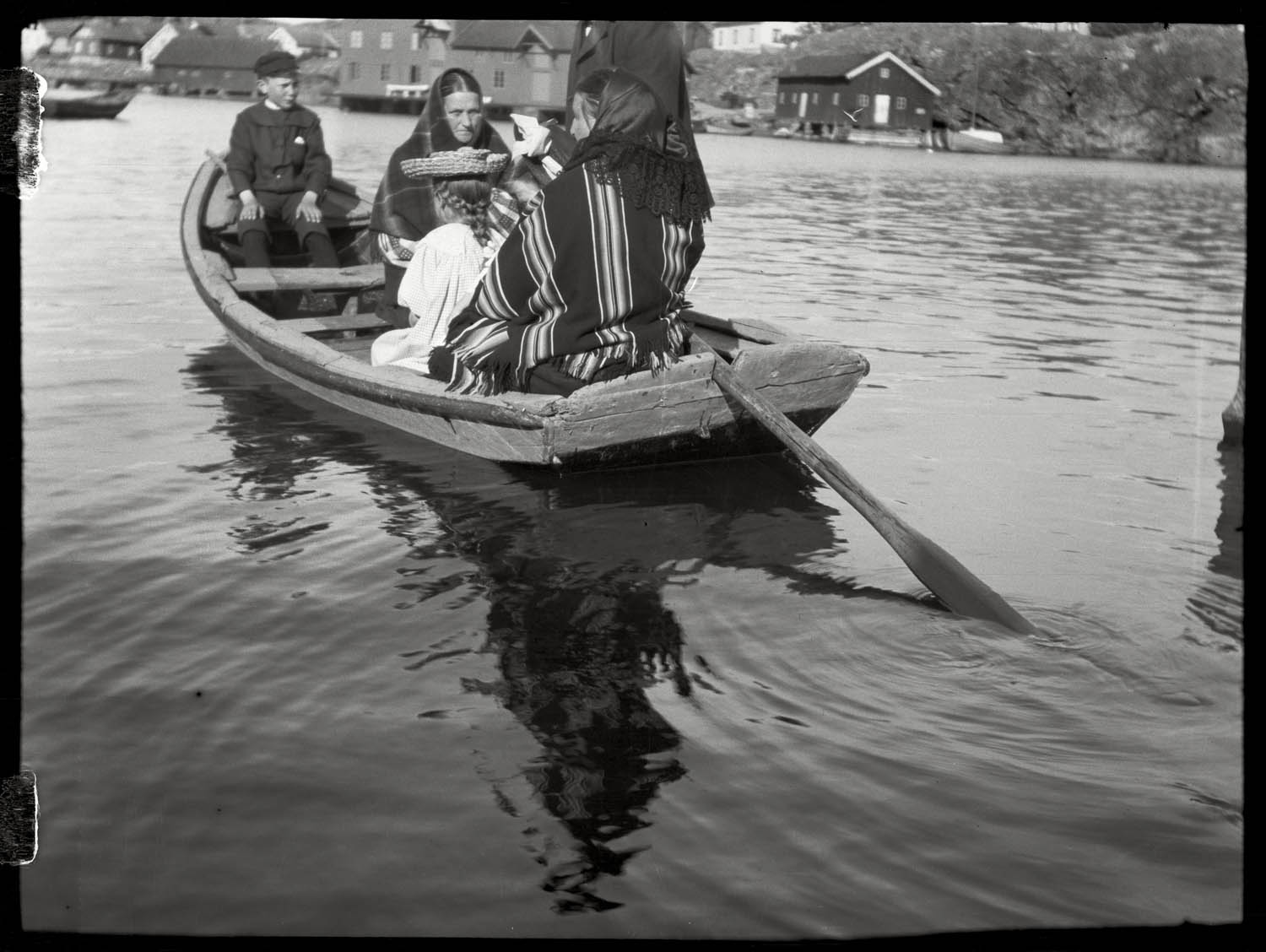
Barquera sueca de 1900. La barca se desplaza cincha (remando con un solo remo).

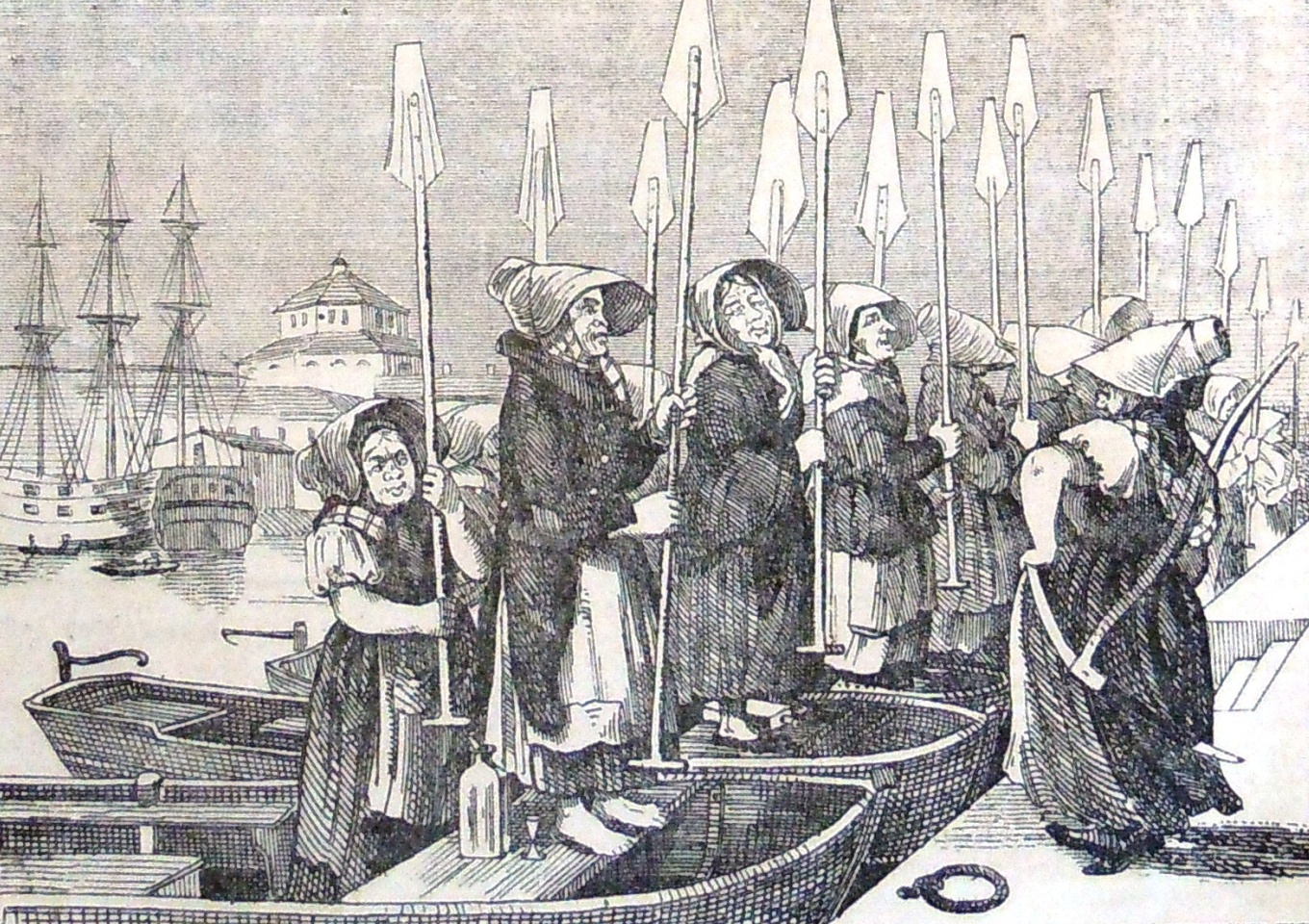
Dibujo humorístico de barcas en Stockholm dispuestas a luchar contra la competencia (1855).

De acuerdo con su uso habitual hay barcas de remo autónomas y barcas de remo auxiliares . Un mismo tipo de barca puede actuar como autónoma o como auxiliar.

### Barcas autónomas
Las barcas de remo autónomas asocian al oficio de los barqueros o barcas. Las barcas habían actuado en el transporte de pasajeros, monopolizando el oficio, en algunas ciudades europeas. Actualmente todavía trabajan en Hong Kong .

### Barcas auxiliares
Las barcas auxiliares, injustamente olvidadas en las crónicas navales, eran elementos imprescindibles de cualquier navegación.
Uno de los ejemplos de la época de los vikingos es el siguiente. En la Saga de Erik el Rojo, capítulo XIII, la muerte de Bjarni Grimolsson va relacionada con la barca auxiliar de su nave.

## Otros aspectos
Además de la clasificación básica según el uso hay otros aspectos a considerar que permiten otras categorías.

### Casco

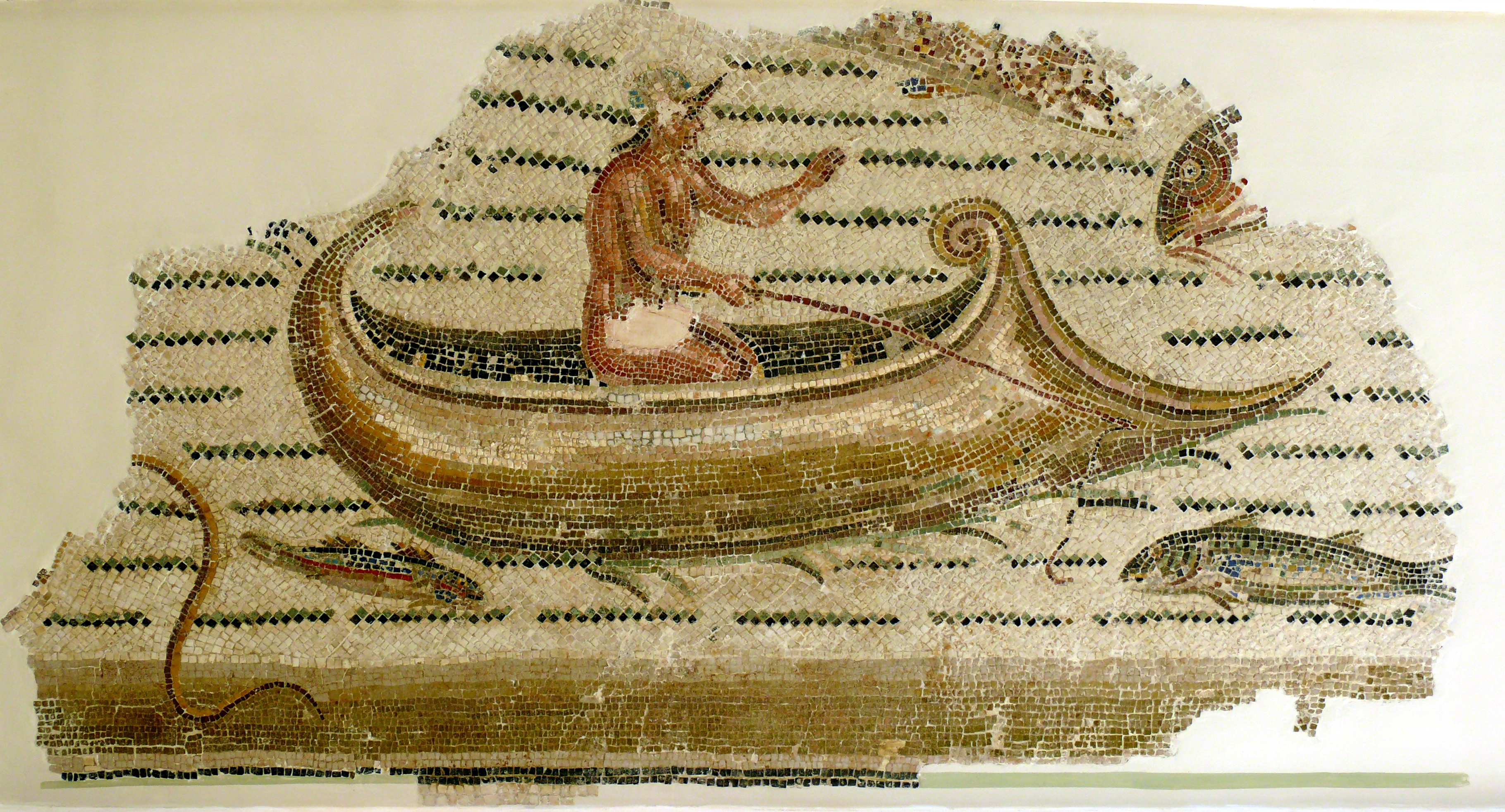
Pescador en una barca. Susa (c 250 dC).

La forma del casco es importante. Las barcas tradicionales se adaptan a las condiciones de navegación. Pueden ser de fondo plano (de poco calado) o con quilla (de secciones diversas pero con más calado y más adecuadas para navegar con olas). En cuanto a los extremos, hay barcas con roda en proa y espejo de popa y barcas con rodas en proa y popa. También hay barcas (principalmente asiáticas) sin roda, con la proa truncada.
Las rodas (de proa y popa) pueden ser verticales (rectas o curvas) o formando ángulo con la línea de flotación (muy pequeño o muy grande, incluso con un ángulo negativo).

### Materiales
Los materiales de una barca pueden ser muy variados: maderas diversas (en estado natural o modificadas), materiales metálicos (acero, aluminio, estaño, ...), plásticos, composites. O una combinación de los materiales anteriores.
Otros materiales son posibles: el ferrocemento, las pieles curtidas, los cestos alquitranados, las lonas alquitranados o forradas de caucho, los tejidos flexibles y algunos otros.

## Historia
En el mundo antiguo, todas las civilizaciones antiguas principales utilizaban el remo para el transporte, la pesca, el comercio y la guerra. Durante miles de años los humanos han navegado en embarcaciones y barcos de remos. La guerra en el mar se haga a remo durante siglos. Se consideró una manera de avanzar su civilización durante la guerra y la paz. Casos particulares como el de las lanchas balleneras, cazando ballenas cerca de la costa o en alta mar arriadas desde un barco ballenero, o el de los pequeños Dorys los Gran Banks pescando el bacalao para llenar las bodegas de las respectivas goletas, ilustración ilustran la importancia del remo en la economía y la vida de las personas.

### Antiguo Egipto

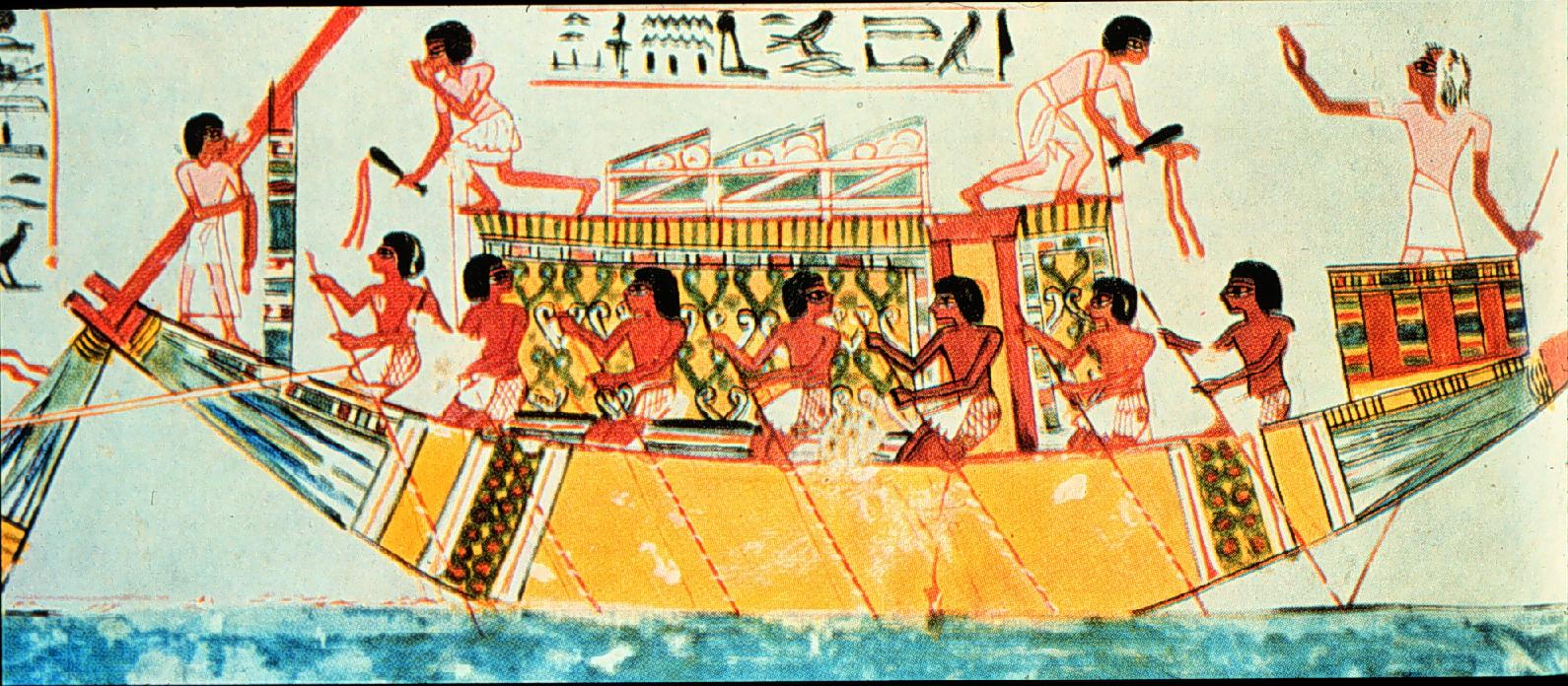
Imagen de una embarcación de remo en una tumba egipcia

El comienzo del remo está empañado a la historia, pero el uso de los remos en la forma en que se utilizan hoy se remonta al antiguo Egipto. No se sabe si se inventó en Egipto o algo aprendido de Mesopotamia mediante el comercio. Sin embargo, los arqueólogos han recuperado un modelo de barco de remos en una tumba que se remonta a los siglos 18-19 a. C.
Desde Egipto, los barcos de remo, especialmente las galeras, fueron ampliamente utilizados en la guerra naval y el comercio en el Mediterráneo desde la antigüedad clásica. Las galeras tenían ventajas respecto a los barcos de vela: eran más fáciles de maniobrar, capaces de hacer ráfagas de velocidad y poder moverse independientemente del viento.

### Antigua Grecia

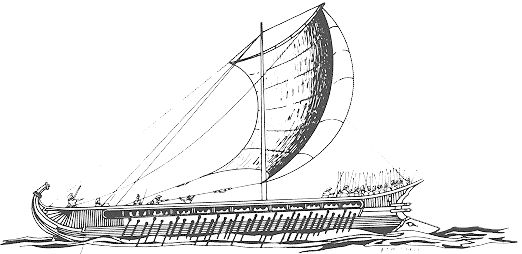
Una trirreme griega

Durante la época clásica de las galeras de remo, los griegos dominaron el Mediterráneo mientras que los atenienses dominaron los otros griegos. Utilizaron miles de ciudadanos de clase baja para servir de remeros en la flota. El trirreme clásico utilizaba 170 remeros; las galeras posteriores incluyeron tripulaciones aún mayores. Los remeros de Trirreme utilizaban cojines de piel para deslizarse sobre los asientos, lo que les permitía utilizar la fuerza de las piernas como hace un remero moderno con un asiento deslizante. Las galeras solían tener palos y velas, pero las bajaban cuando se aproximaba al combate. Las flotas griegas incluso podían dejar sus velas y palos en la costa (como peso innecesario) si era posible. 

### Norte de Europa

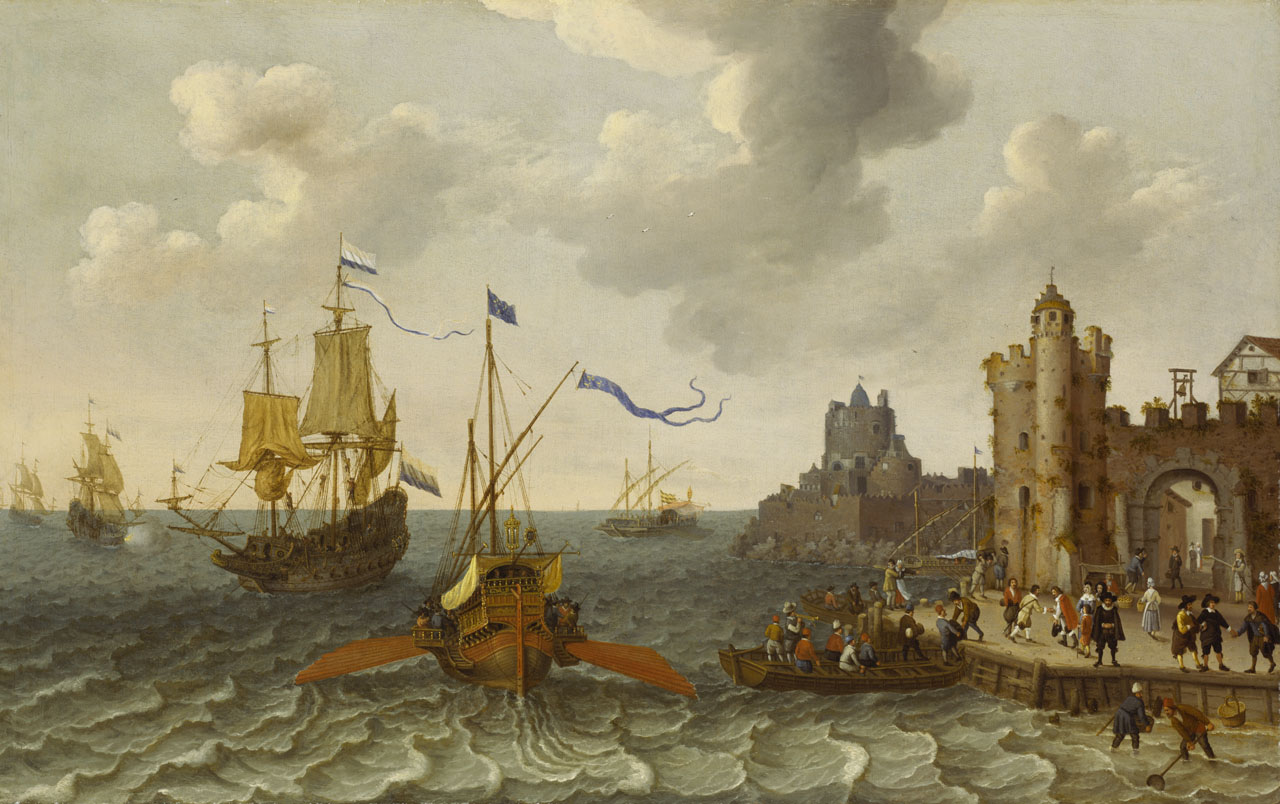
Galera en plena boga

El uso de remos en remo en lugar de remar llegó bastante tarde en el norte de Europa, en algún momento entre el 500 a. C.-1 d. C. Este cambio podría haber sido acelerado por la conquista romana de la Galia del Norte. Sin embargo, entre los años 500-1100 d. C., los barcos combinados de vela y remo dominaron el comercio y la guerra en el norte de Europa en el tiempo que se ha conocido como era vikinga.

### Cataluña
Basta consultar las listas publicadas sobre batallas navales: Islas Hormigas, Ponça, Lepanto, ... y muchas otras. Las galeras se continuaron utilizando en el Mediterráneo hasta la aparición de la propulsión al vapor. Los detalles que no se suelen mencionar son los que protagonizaban las pequeñas embarcaciones auxiliares a remo indispensables en tareas de transporte, exploración, desembarque, pasar de una nave a la otra, recoger el ancla ,. . . Estas tareas se mantuvieron en la época de la vela y posteriores.
Muchos pesqueros tradicionales que trabajaban cerca de la costa se propulsaban con remos. Algunas barcas de salvamento hacían lo mismo. La navegación comercial, con independencia del sistema de propulsión de los grandes barcos mercantes no habría sido posible sin una multitud de pequeñas barcas de remo.

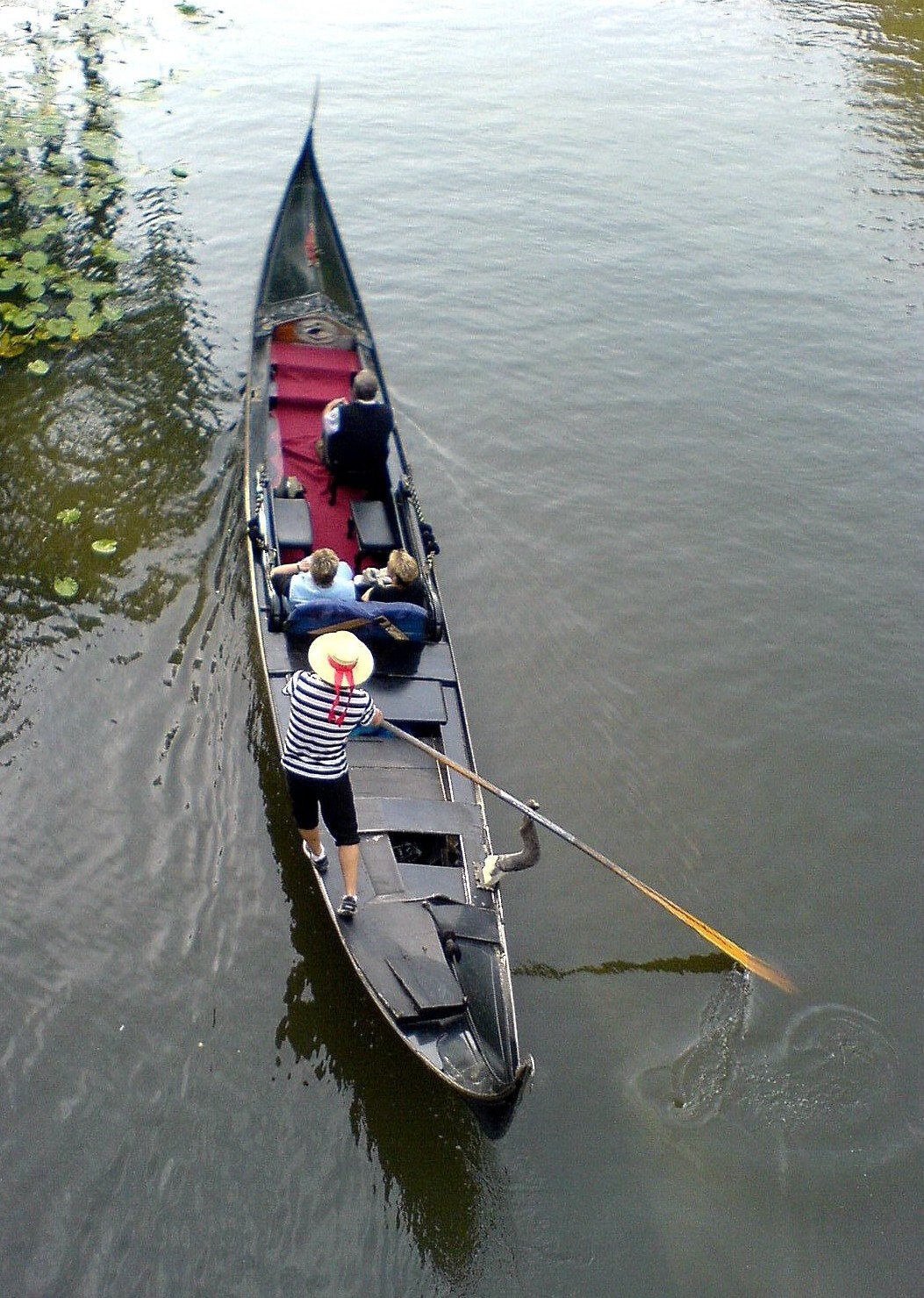
Góndola en Venecia

### Venecia
En Venecia, las góndolas y otros barcos similares de fondo plano  son formas populares de transporte propulsados por remos que se mantienen en su sitio mediante una forcola abierta de madera.  La técnica de remo "Voga alla Veneta",  es considerablemente diferente del estilo utilizado en el remo internacional deportivo, ya que el gondolero rema derecho y orientado hacia delante. 
Esta técnica de remar, permite al barco maniobrar muy rápidamente y con agilidad, útil en los canales estrechos y concurridos de Venecia. También se realizan regatas como competición, con góndolas y otros tipos de barcos, utilizando la técnica del remo veneciano
Hay tres estilos de remo veneciano, cada uno ligeramente diferente. El primero consiste en un solo remo con un remo, situado cerca de la popa del barco, donde el remo también hace de timón. El segundo estilo consiste en uno o dos remeros, cada uno con dos remos cruzados (conocido como la valesàna). El tercer estilo tiene dos o más remeros, remando en lados alternos del barco.

## Imágenes de barcas de remo
|  |  |  |  |

|  |  |  |  |

## Embarcaciones de remo notables
- Paralos, Salamina[26][27][28]
- Drakkar[29]
- Dory[30]
- Barca de panescalm[31]
- Caro de arte[32]
- "Surf boat" australianos.[33][34][35][36][37]
- Ballenera, lancha ballenera.[38]
- Patines de remo[39]